# Fluchtkammer
Fluchtkammern sind mobile Schutzräume, in die sich Personen bei kontaminierter Umgebung, zum Beispiel durch Brandgefahr, zurückziehen können. Sie kommen häufig im Bergbau und im Tunnelbau zum Einsatz und sind teilweise vorgeschrieben (BS6164, EN 16191, Australian Guideline). Meist bestehen sie aus einem gasdicht ausgeführten Container. Der Innenraum ist mit Lebenserhaltungssystemen ausgestattet. Hierzu gehören Systeme für den Austausch oder die Aufbereitung der Atemluft sowie die Klimatisierung. Hinzu kommt häufig ein System zur Erhaltung eines leichten Überdrucks im Raum, um Kontamination des Innenraumes zu vermeiden.
Üblicherweise bietet eine Fluchtkammer Platz für 15 bis 24 Personen. Die Einsatzdauer kann von 3 bis zu 36 Stunden reichen, je nach anwendbaren Standards und Sicherheitskonzept.

## Anwendbare Normen

### Tunnelbau
- ITA Guideline[1]
- EN 16191 Anhang D (die Norm beschreibt Tunnelbohrmaschinen, der Anhang die Fluchtkammern darauf)[2]
- BS 6164 British Standard[3]

### Bergbau
- Refuge Chambers in Underground Mines[4]